# 영동미래고등학교
영동미래고등학교(永同未來高等學校)는 대한민국 충청북도 영동군 영동읍 계산리에 있는 사립 고등학교이다.

## 학교 연혁
- 1954년 4월 1일 : 영산학원 설립(손영섭 이사장 취임)
- 1959년 5월 20일 : 본관 3층 9개 교실 신축
- 1967년 10월 5일 : 영산 잠업고등학교 설립인가
- 1975년 5월 12일 : 영동상업고등학교로 교명 및 학칙 변경 인가(총 9학급)
- 1979년 10월 10일 : 학칙 변경 2학급 증설 인가(총 18학급)
- 1993년 5월 7일 : 신관 3층 12개 교실 준공
- 1994년 5월 28일 : 신관 4층 특별교실 2실 증축
- 1996년 9월 30일 : 동곡 박물관 개관
- 1997년 10월 1일 : 특별식 2실 증축(멀티미디어실)
- 1998년 11월 20일 : 동곡학사(기숙사) 설치
- 1999년 9월 1일 : 학교식당 준공
- 2001년 7월 30일 : 영동인터넷고등학교로 교명 및 학칙 변경(애니메이션과 신설)
- 2008년 4월 11일 : 손홍재 이사장 취임
- 2009년 11월 4일 : 동곡학사 및 신관 개관
- 2012년 6월 22일 : 특성화고 지정(금융회계과, e-비즈니스과, 보건간호과)
- 2013년 3월 2일 : 태권도부 창단
- 2020년 3월 1일 : 영동미래고등학교 교명 변경 및 학과변경(창업경영과, 유통경영과 신설)
- 2023년 3월 2일 : 신운철 제12대 교장 취임
- 2024년 1월 10일 : 제54회 71명 졸업 (총 11,945명)
- 2024년 3월 4일 : 신입생 80명 입학

## 설치 학과
- 보건간호과
- 유통경영과
- 창업경영과
- 금융회계과

## 참고 자료
- 영동미래고등학교 - 한국교육학술정보원 학교알리미